# 东方藨草
东方藨草（学名：Scirpus orientalis），为莎草科藨草属下的一个种。分布于甘肃、河北、黑龙江、吉林、辽宁、内蒙古、陕西、山东、山西、新疆。其种加词“orientalis”意为“东方的”。